# Pseudopanthera carata
Pseudopanthera carata är en fjärilsart som beskrevs av George Duryea Hulst 1887. Pseudopanthera carata ingår i släktet Pseudopanthera och familjen mätare. Inga underarter finns listade.